# Pavel Kolchin
Pavel Kolchin (n. 9 ianuarie 1930, Iaroslavl, RSFS Rusă, URSS – d. 29 decembrie 2010, Otepää, Regiunea Valga, Estonia) a fost un schior de fond ce a reprezentat Uniunea Republicilor Sovietice Socialiste, medaliat olimpic. A participat la 2 ediții ale Jocurilor Olimpice (1956, 1964) în care a câștigat o medalie de aur și două medalii de bronz.